# BFG 테크놀로지스
BFG 테크놀로지스(BFG Technologies)는 미국에 본사를 둔 비상장 기업으로, 엔비디아 그래픽 기술을 기반으로 한 전원 공급 장치 및 비디오 카드 공급업체이자 고급 게임/홈 시어터 컴퓨터 시스템 제조업체였다. BFG 테크놀로지스 브랜드 제품은 북아메리카와 유럽의 소매점과 온라인 상점에서 판매되었다. 회사의 본사는 레이크포리스트 근처의 레이크군, 일리노이주에 위치해 있었다.

## 그래픽 카드

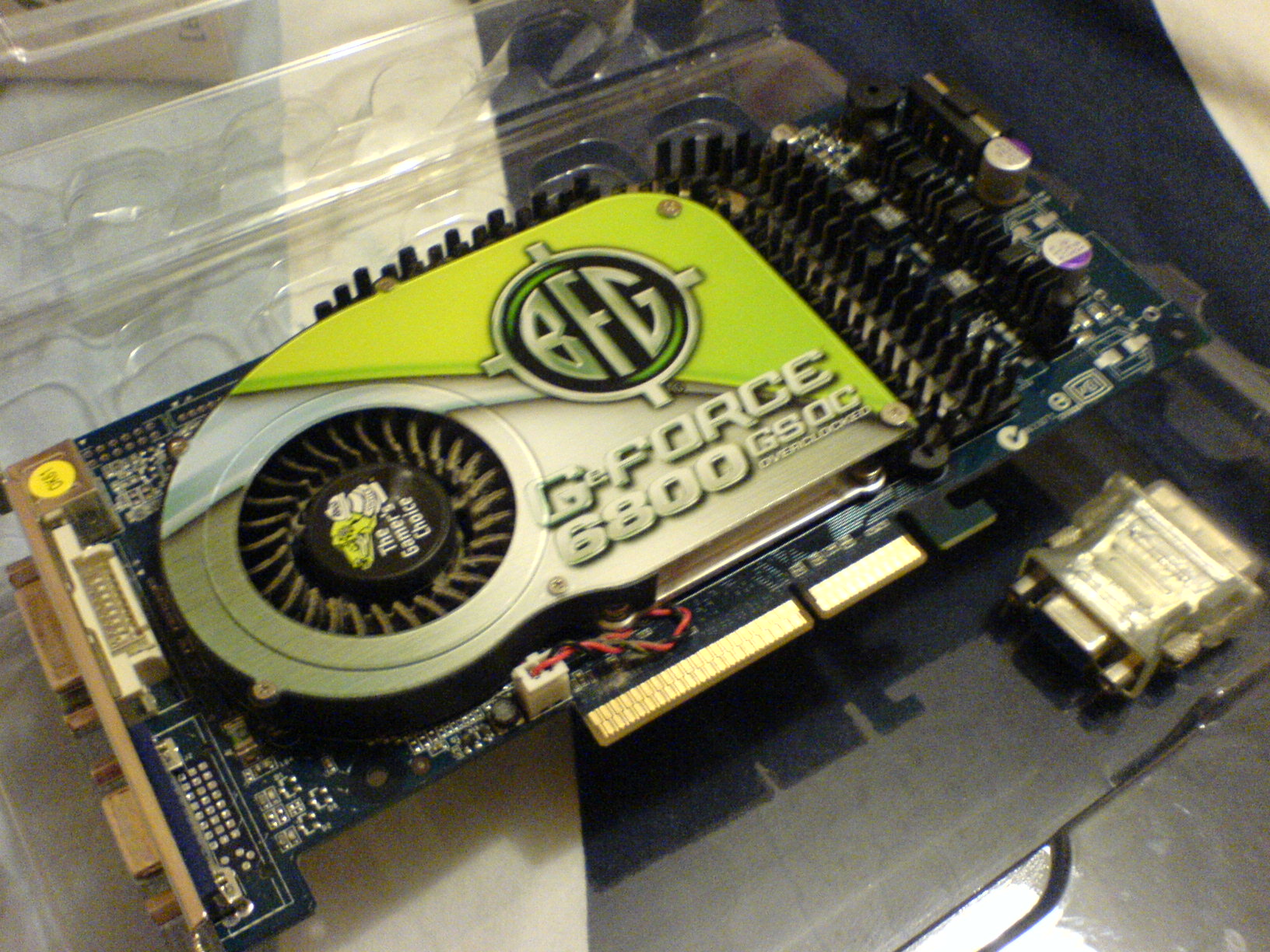
BFG GeForce 6800 GS OC 그래픽 카드

BFG는 주류부터 열광적인 사용자 수준의 컴퓨터를 위한 그래픽 카드를 제조했다. 그들은 Asylum 브랜드로 알려져 있었지만, 엔비디아 5 시리즈 그래픽 가속기는 그 이름을 사용한 마지막 제품이었다. 그들은 오버클럭(OC) 버전의 그래픽 카드, 평생 보증 및 24/7/365 미국 기반 기술 지원으로 컴퓨터 마니아들에게 가장 잘 알려져 있었다. BFG는 제조업체 권장 속도보다 이미 오버클럭된 카드를 제공한 최초의 그래픽 카드 회사 중 하나였다. 그 이후로 많은 다른 제조업체들이 BFG의 모델을 모방했다.
가장 최근의 주력 그래픽 카드는 공랭식 솔루션인 BFG 엔비디아 GeForce GTX 285 OCX와 수랭식 솔루션인 BFG 엔비디아 GeForce GTX 295 H2OC였다. 그들은 엔비디아 GeForce GTX 295의 공랭식 버전도 제조했지만, 오버클럭되지는 않았다.
2010년 5월 18일, BFG 테크놀로지스의 회장인 존 슬레빈은 수익성이 좋지 않아 더 이상 그래픽 카드를 개발하지 않을 것이라고 발표했다.
2010년 8월, BFG는 처음에는 GPU 사업에 국한되었던 청산 절차를 시작했지만, 결국 전체 회사로 확대되었다. 이로 인해 BFG는 보증 서비스, 수리 또는 교체를 위한 RMA(Return Merchandise Authorization) 요청을 이행하지 않고, 대신 간략한 설명 편지와 함께 제품을 고객에게 반환했다. 그러나 PNY 테크놀로지는 "PNY가 나섰으며 BFG 고객에게 비디오 카드를 할인된 가격으로 PNY 비디오 카드를 구매할 수 있는 쿠폰으로 교환할 수 있도록 노력할 것"이라고 발표했다. 이 교환 프로그램은 2010년 12월 31일에 종료되었으며, PNY는 더 이상 BFG 카드에 대한 요청을 받지 않는다. 회사의 BFG 브랜드 이름은 이후 다이아몬드 멀티미디어 브랜드를 소유한 베스트 데이터에 인수되었다.

## 데스크톱 컴퓨터
2009년 1월 5일, BFG 테크놀로지스는 성능 제어가 가능한 터치 패널 LCD, BFG Tech 그래픽 카드, CoolIT의 액체 냉각 솔루션 및 인텔 프로세서를 특징으로 하는 Phobos라는 데스크톱 컴퓨터 라인을 출시했다.

## 전원 공급 장치
BFG 테크놀로지스는 ATX 호환 PC를 위한 모든 범위의 전원 공급 장치를 제조했다. BFG의 전원 공급 장치 라인업은 과거에 530W, 550W, 600W, 650W, 800W 및 1000W로 구성되었지만, 이후 각 시장별로 분리된 범주로 세분화되었다.
GS 시리즈는 GS-450, GS-550, GS-650으로 구성되었으며, 각각 450W, 550W, 650W 전원 공급 장치로 주류 제품으로 판매되었고, 최대 전력 및 실내 온도에서 정격되었으며 거의 베스트 바이와 같은 소매점에서 독점적으로 판매되었다. LS 시리즈는 BFG 테크놀로지스의 주류 시리즈로, LS-450 450W 전원 공급 장치, LS-550 550W 전원 공급 장치 및 LS-680 680W 전원 공급 장치로 구성되었다. 이들은 연속 전력 및 보다 현실적인 40°C에서 정격되었다. BFG 테크놀로지스의 전원 공급 장치 제품 중 주력 제품은 ES 시리즈로, ES-800 단일 모델로만 구성되었다. 이 장치는 연속 및 40°C에서 정격되었을 뿐만 아니라, "주파수 변환"이라는 기술을 특징으로 했는데, 이는 전원 공급 장치의 스위칭 주파수를 부하와 일치하도록 변경하는 방법을 정의하는 데 사용되는 용어이다. 이를 통해 기존 설계가 10% 미만의 부하에서 효율이 현저히 낮을 수 있었던 반면, 이 장치는 매우 낮은 부하에서도 가능한 한 효율적일 수 있었다. ES 시리즈는 나중에 EX-시리즈로 대체되었는데, 본질적으로 사용하지 않는 케이블을 제거할 수 있는 모듈식 인터페이스를 갖춘 ES 시리즈였다.

## PhysX 카드

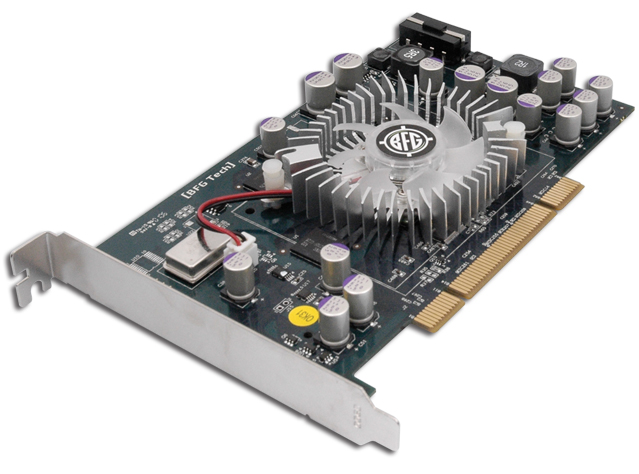
BFG Physx 카드

BFG 테크놀로지스는 에이지아의 PhysX 처리 칩과 라이브러리를 사용하는 128MB PPU를 제공했다. 이 카드는 PCI 버전으로만 소매 패키지로 제공되었다.